# إليك فين
إليك فين (بالإنجليزية: Alec Finn)‏ هو عازف قيثارة أيرلندي، ولد في 4 يونيو 1944، وتوفي في 16 نوفمبر 2018.

## وصلات خارجية
- إليك فين على موقع ميوزك برينز (الإنجليزية)
- إليك فين على موقع ديسكوغز (الإنجليزية)